# Imre Madách
Imre Madách de Sztregova et Kelecsény [mɒdaːtʃ] (sztregovai és kiskelecsényi Madách Imre en hongrois), né le 20 janvier 1823 à Alsósztregova (aujourd'hui en Slovaquie) et mort dans la même ville le 5 octobre 1864, est un écrivain, poète et dramaturge hongrois. Membre de l'Académie hongroise des sciences. Il est essentiellement connu pour son œuvre La Tragédie de l'homme.

## Biographie
Aîné d'une fratrie de cinq enfants, Imre Madách est le fils du docteur Imre Madách (1781–1834), chambellan impérial et royal, et de Anna Majthényi (1789–1885). La famille Madách remonte au XIIIe siècle, époque à laquelle elle reçoit du roi Béla IV de Hongrie des terres dans le comté de Zólyom. En possession du village de Sztregova à partir de 1430.

Madách étudie à l'école Piariste de Vác en 1829. Il entre ensuite à l'Université de Pest à partir de 1837 et en sort avocat en 1842. Fonctionnaire, il est arrêté à la fin de la Révolution hongroise de 1848 et mis en détention pour avoir caché un révolutionnaire. Il passe les années suivantes retiré dans sa propriété et s'occupe de littérature. Il est membre du parlement en 1860.
La Tragédie de l'homme, influencée par le Faust de Goethe et terminée en 1860, sera traduite en plus de dix-huit langues. Membre de l'Académie hongroise des sciences en 1863, Imre Madách meurt un an plus tard dans son village natal.

## Principales œuvres
- Mária királynő (La reine Marie) - 1840–1855
- Férfi és nő (L'Homme et la Femme) - 1843
- Vadrózsák (La Rose sauvage) - 1844
- A civilizátor (Le Civilisateur) - 1859
- Az ember tragédiája (La Tragédie de l'homme) - 1860
- Mózes (Moïse) - 1861

## Hommages
- Statue sur la place du Mémorial national de Szeged
- Statue de marbre blanc dans le hall du Théâtre National de Budapest
- Bronze en pied dans la ville de Balassagyarmat
- Le Madách Színház, théâtre du Budapest
- Buste dans la Commission académique de Miskolc (MAB)
- Ancien cercle littéraire et artistique de Budapest